# Arenaviridae
Arenaviridae es una familia de virus que infectan animales. Se caracterizan por poseer un genoma lineal de ARN de cadena simple. Existen dos segmentos genómicos: uno de 7,5 kb  denominado «L» (del inglés large, grande), y otro de 3,5 kb, denominado «S» (del inglés small, pequeño). Ambos segmentos presentan una organización de los ORF tipo ambisentido, esto es, con elementos solapados (no hay elementos solapados) en marcos de lectura opuestos.
Los miembros del taxón se dividen en dos serotipos, que difieren tanto en su genética como en su distribución geográfica: el complejo del virus Lassa, del Viejo Mundo, y el complejo del virus Tacaribe, del Nuevo Mundo.
La familia posee un único género, Arenavirus, cuya especie tipo es el virus de la coriomeningitis linfocítica. Sus representantes afectan a vertebrados. Causa la coriomeningitis linfocítica en humanos, una zoonosis provocada por la transmisión del virus a humanos a partir del hámster doméstico y otros roedores. Esta se produce gracias a que las heces, orina y secreciones nasales del animal contienen al virus, que es capaz de contagiar al ser humano tras este llevarse las manos, contaminadas por el virus al tocar las excretas o superficies contaminadas por esta, a la boca.
El primer virus en ser clasificado dentro de esta familia fue el virus Junín, aislado en 1958 en Argentina.